# Kijiji
 (mai 2013).
Si vous disposez d'ouvrages ou d'articles de référence ou si vous connaissez des sites web de qualité traitant du thème abordé ici, merci de compléter l'article en donnant les références utiles à sa vérifiabilité et en les liant à la section « Notes et références ».
Kijiji (« village » en swahili) est un réseau centralisé de sites web des communautés urbaines qui permettent l'insertion de petites annonces en ligne, moyennant des frais ou non. La société, filiale d'eBay, a été lancée en mars 2005 .
Les sites de Kijiji existant en 2014 : en Autriche, en Belgique, au Canada, à Hong Kong, au Japon, en Suisse, à Taïwan et en Turquie.
Kijiji existait auparavant en Allemagne (devenu eBay Kleinanzeigen, Kleinanzeigen), France, Italie (devenu eBay Annunci), Chine (devenu Baixing), Inde (devenu Quikr) et aux États-Unis (devenu eBay Classifieds).

## Histoire
En novembre 2004, eBay rachète Marktplaats (nl), qui offre un service similaire dans les Pays-Bas et qui détenait 80 % du marché. À l'époque, Marktplaats avait des ramifications en Espagne, Allemagne, Turquie et Canada, en utilisant la marque Intoko. Les différents Intoko ont été fusionnés avec les sites Kijiji de chaque pays.
En mai 2005, eBay rachète la société espagnole Loquo (en) puis, un mois plus tard, acquiert OpusForum.org, un autre site de petites annonces en Allemagne. En août 2006, OpusForum fusionne avec Kijiji, qui est devenue la marque officielle pour toutes les régions germanophones.

## Principales caractéristiques
Le site Kijiji ressemble aux petites annonces, offrant la possibilité de publier des annonces locales gratuites pour trouver / proposer tout type d'objets. Outre l'échange de biens matériels, le site comporte des sections de recherches / offres d'emplois ou de participer à la promotion d'événements, de rencontres, ou de gérer leur temps libre.